# Азарєнков Микола Олексійович
Микола Олексійович Азарєнков (нар. 1951) — радянський і український фізик, доктор фізико-математичних наук, професор, дійсний член Національної академії наук України (2012), заслужений діяч науки і техніки України (2003). Декан фізико-технічного факультету Харківського національного університету (1996—2005), проректор Харківського національного університету (з 2005). Заслужений професор Харківського університету. Автор робіт з фізики плазми, радіофізики, електроніки, матеріалознавства, наноматеріалів.

## Життєпис
Народився в селі Муравлинка Нововодолазького району Харківської області. Дитинство і юність також провів на Харківщині, закінчив Старовірівську середню школу в 1969 році. У тому ж році вступив на навчання на фізико-технічний факультет Харківського державного університету імені А. М. Горького (нині Харківський національний університет імені В. Н. Каразіна), який закінчив з відзнакою у 1976 році. По закінченню університету був рекомендований до аспірантури за спеціальністю «фізика і хімія плазми».
У 1979 році закінчив аспірантуру Харківського державного університету. У квітні 1980 року захистив кандидатську дисертацію «Деякі питання розповсюдження і збудження поверхневих хвиль в обмежених плазмових структурах». З 1976 року працював в Харківському університеті інженером, з 1980 — молодшим, з 1981 — старшим науковим співробітником, з 1983 — асистентом, з 1987 — доцентом і з 1992 року — професором кафедри загальної та прикладної фізики. У 1989 році отримав вчене звання доцента, а в 1994 — професора. З 1988 року — заступник декана, а з 1996 року — декан фізико-технічного факультету. Також з 1996 року — завідувач кафедри матеріалів реакторобудування. На посаді сприяв створенню в Харківському університеті двох нових факультетів, — комп'ютерних наук і фізико-енергетичного. За допомогою Азаренкова в університеті був створений Інститут високих технологій, який об'єднав факультет комп'ютерних наук, фізико-енергетичний і фізико-технічний факультети, а сам Азарєнков став його першим директором.
У 2005 році Азарєнков був призначений проректором Харківського національного університету з науково-педагогічної роботи університету. У 1991 році захистив докторську дисертацію «Хвилі поверхневого типу в структурах плазма-метал». Вчене звання доцента отримав у 1989 році, вчене звання професора — у 1994 році. У 2006 році обраний членом-кореспондентом, а в 2012 році — дійсним членом Національної академії наук України.